# 王國祚 (天啓進士)
王國祚（？—？），號傳巖，山西平阳府平陆县人。明朝政治人物。

## 生平
萬曆三十四年（1606年）丙午科山西鄉試舉人，天啓二年（1622年）壬戌科進士。礼部观政，三年授北直广平知县，四年调邯郸县，本年保留广平县。崇祯元年调香河县，本年升官至户部广西司主事，管太仓银库，回籍。

## 家族
曾祖王朝相，祖王九宰，父王锡福，寿官。